# Robert Flynn

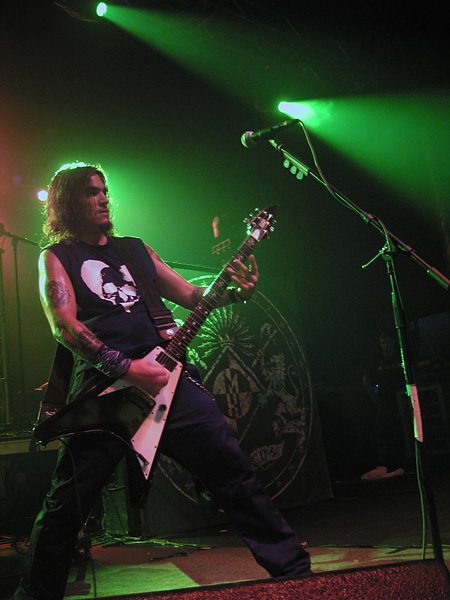
Robert Flynn

Robert Conrad "Robb" Flynn, ursprungligen Lawrence Mathew Cardine, född 19 juli 1967 i Oakland, Kalifornien, är en amerikansk gitarrist och sångare. Flynn är sedan 1992 gitarrist och sångare i heavy metal-bandet Machine Head, vilket han bildade efter att ha lämnat bandet Vio-lence.
Flynn blev adopterad vid sex månaders ålder och hans namn, Robert Flynn, kommer från hans adoptivföräldrar. Han brukar kallas Robb Flynn, men när albumet The Burning Red släpptes med Machine Head började han använda hela sitt namn. Numera kallar han sig dock Robb igen.
I det brittiska musikmagasinet Kerrang! kom Flynn på 11:e plats på listan Top 50 Sexiest People in Rock (april 2005).

## Diskografi
Med Machine Head
- Burn My Eyes (1994)
- The More Things Change... (1997)
- The Burning Red (1999)
- Supercharger (2001)
- Hellalive (2003)
- Through the Ashes of Empires (2003)
- The Blackening (2007)
- Unto The Locust (2011)
- Bloodstone & Diamonds (2014)
- Catharsis (2018)

Med Vio-lence
- Eternal Nightmare (1988)
- Oppressing the Masses (1990)